# Émile Bégin
Émile Bégin, né le 23 avril 1802 à Metz et mort le 31 mai 1888 dans le 6e arrondissement de Paris, est un officier de santé, médecin, bibliothécaire et historien de la Lorraine, ayant vécu au XIXe siècle. Membre de l'Académie de Metz, il est l'auteur de nombreux travaux sur la Lorraine.

## Biographie
Émile Auguste Bégin naît à Metz, en Moselle, le 24 avril 1802 (4 floréal de l'an X) dans une famille de militaires de carrière. Fils de François-Nicolas Bégin, officier de santé, et de Marie Victorine Ledoux, le jeune Émile fait ses études au Lycée impérial de Metz, où il obtient son baccalauréat en 1820. Il est aussitôt admis à l'Hôpital militaire du Fort Moselle de Metz. Nommé chirurgien sous-aide à Metz, en 1822, il rejoint l'expédition d'Espagne en 1824. Il est affecté à Gérone, puis à Barcelone. Nommé médecin à l'hôpital militaire de Nancy, en 1825, il est affecté à Strasbourg l'année suivante. Alors qu'il est chirurgien aide-major au 2e bataillon du 13e régiment d'infanterie de ligne, il soutient son doctorat en médecine à Strasbourg en 1828. L'année suivante, il publie l'Histoire des Sciences, des Lettres et des Arts et de la civilisation dans le Pays messin depuis les Gaulois jusqu'à nos jours.

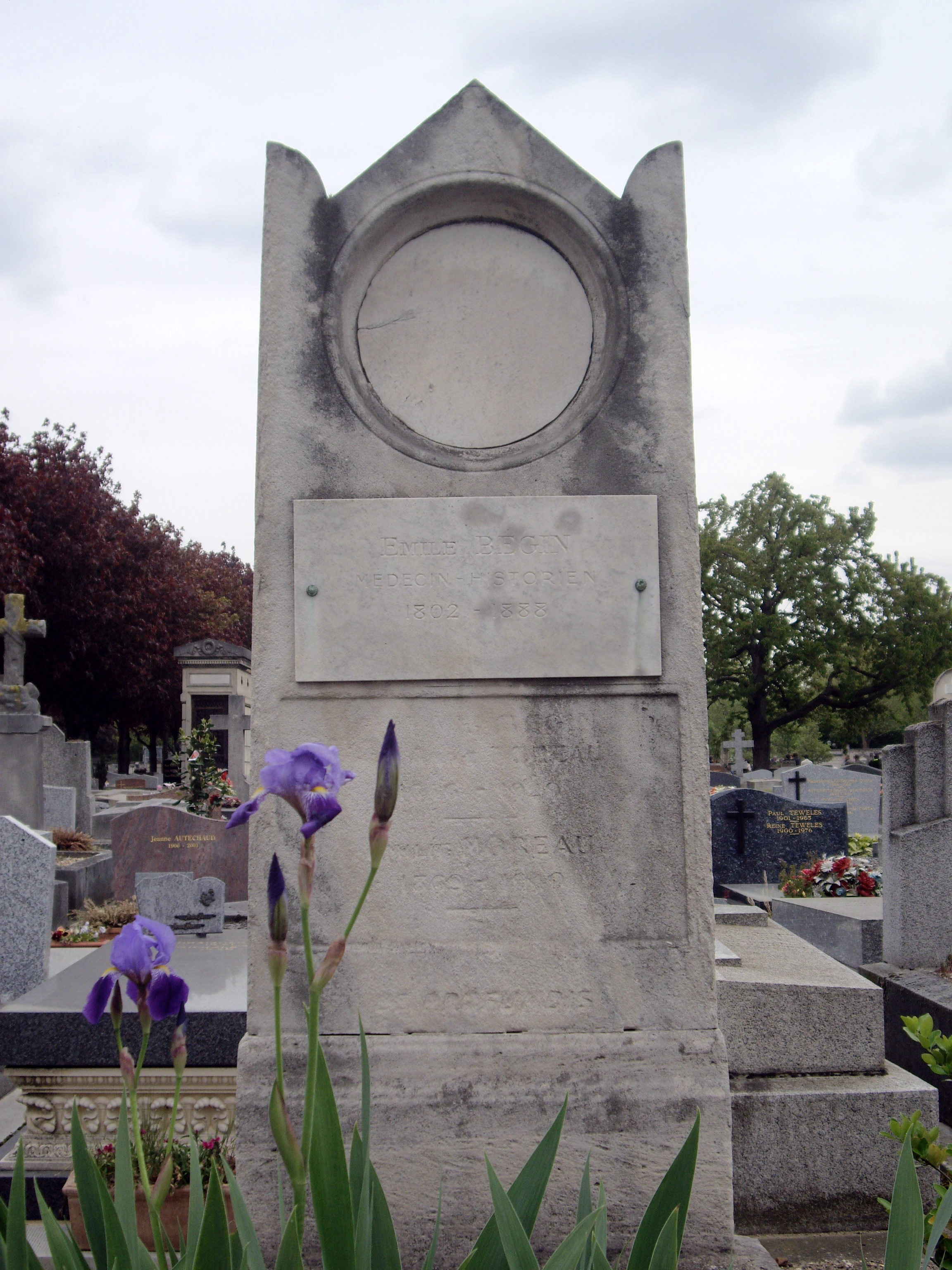
Tombe d'Émile Bégin au cimetière de Montrouge.

En 1830, Émile Bégin fonde un journal scientifique, l'Indicateur de l'Est. Ne souhaitant pas suivre son régiment à Besançon, il démissionne la même année. Il exerce alors comme médecin libéral, tout en poursuivant ses recherches aux archives et à la bibliothèque de Metz. Il publie une Histoire des duchés de Lorraine, de Bar et des Trois-Evêchés en 1833. En 1837, il est cofondateur de la revue L'Austrasie. Bégin devient membre, titulaire ou correspondant, de plusieurs académies, notamment à Metz. En 1842, il publie Histoire et description pittoresque de la cathédrale de Metz. En 1846, il s'installe à Paris, où il exerce la médecine. Au début du Second Empire, Bégin publie l'Histoire de Napoléon 1er, de sa famille et de son époque, au point de vue de l'influence napoléonienne sur le monde ce qui lui vaut d'être nommé membre de la commission chargé de la publication de la correspondance de Napoléon Ier. En 1857, Émile Bégin est nommé médecin à titre civil de l'hôpital militaire du Gros-Caillou.
Pendant le siège de Paris, il soigne les blessés, ce qui lui vaut d'obtenir la Légion d'honneur en 1871. En 1874, il est nommé bibliothécaire adjoint à la Bibliothèque nationale, une place lui permettant de poursuivre ses recherches in situ. En 1881, Émile Bégin est nommé bibliothécaire à la Bibliothèque nationale, puis médecin de la Bibliothèque nationale. Émile Bégin meurt le 31 mai 1888, après avoir visité sa ville natale annexée par l'Empire allemand. Il est enterré au cimetière de Montrouge à Paris.

## Distinctions
- Chevalier de la Légion d'honneur (1871)

## Son œuvre
Émile Bégin publia de nombreux ouvrages historiques, dont une Histoire de la Lorraine en six volumes, et une Histoire du Royaume d'Austrasie en quatre volumes. Émile Bégin publia aussi des essais et des notices historiques sur Metz, Nancy, Neufchâteau, et divers personnages historiques, dont  Napoléon. Il publia par ailleurs des ouvrages médicaux. Il collabora enfin à plusieurs revues, comme les mémoires de l'Académie nationale de Metz, ou encore à l'Austrasie, une revue encyclopédique sur la Lorraine.
- Rapport sur la cathédrale de Metz,... par M. Émile Bégin. - "Revue anglo-française" publiée par M. de La Fontanelle de Vaudoré (XVIIIe livraison), impr. de S. Lamort., Metz.
- Histoire des sciences, des lettres, des arts et de la civilisation dans le pays Messin, depuis les Gaulois jusqu'à nos jours, Verronnais, 1829.
- Notice sur M. le Bon Marchant,... extraite de la "Biographie de la Moselle", Verronnais, 1830.
- Murat, impr. de H. Plon, 1861.
- Esquisses biographiques et littéraires.
- Lettres sur l'histoire médicale du Nord-Est de la France, impr. de S. Lamort, 1840.
- Éducation lorraine élémentaire-Abécédaire, Verronnais, 1835.
- Éducation lorraine élémentaire. Conversations et lectures, Verronnais, 1835.
- Description de la bibliothèque de Metz, 1833.
- Guide de l'étranger à Metz, Verronnais, 1834.
- Guide de l'étranger à Nancy, Vidart et Jullien, 1835 (lire en ligne).
- Hygiène militaire et coloniale. M. le Dr F. C. Maillot et son œuvre coloniale, impr. de C. Schlaeber, 1882.
- Biographie de la Moselle, ou histoire, par ordre alphabétique, de toutes les personnes nées dans ce département qui se sont fait remarquer par leurs actions, leurs talents, leurs écrits, leurs vertus ou leurs crimes, Verronnais, 1829-1832.
- Rapport sur les membres de l'Académie royale de Metz auxquels il conviendrait de décerner un hommage durable et solennel, lu à l'Académie, dans sa séance du 27 février 1842, Impr. de S. Lamort, 1842.
- Metz depuis dix-huit siècles, son peuple, ses institutions, ses rues, ses monuments, récits chevaleresques, religieux et populaires, Paris, Furne, 1843-1845.
- Histoire des sciences, des lettres, des arts et de la civilisation dans le pays Messin, depuis les Gaulois jusqu'à nos jours, Verronnais, 1829.
- Voyage pittoresque en Espagne et en Portugal, Belin-Leprieur et Morizot, 1852.
- Voyage pitorresque en Suisse, en Savoie et sur les Alpes, Belin-Leprieur et Morizot, 1852.
- Éducation lorraine élémentaire. Histoire des duchés de Lorraine et de Bar, et des Trois Evêchés. Précis de géographie lorraine, Verronnais, 1836.
- Histoire de la charpenterie, A. Delahays, 1858.
- Éloge du maréchal Fabert , chez tous les libraires, 1837.
- Vie militaire du général Richepance, né à Metz, en 1770, Verronnais, 1836.
- Lettres sur quelques phlegmasies muqueuses épidémiques qui ont régné depuis deux siècles dans le Nord-Est de la France, à M. Littré, membre de l'Institut, Verronnais, 1841.
- Les Secrets de nos pères recueillis par le bibliophile. L'art de prolonger la vie et de conserver la santé, Seré, 1852.
- Éducation lorraine élémentaire. Histoire des duchés de Lorraine et de Bar, et des Trois Êvêchés, précis de géographie lorraine, Verronnais, 1836.
- Guide de l'étranger à Metz et dans le département de la Moselle, Verronnais, 1841.
- Histoire et description pittoresque de la cathédrale de Metz, des églises adjacents et collégiales, impr. de Verronnais, 1840-1842.
- Spécimen iconographique de la biographie des hommes célèbres de la Moselle, avec 15 portraits, Verronnais, 1830.
- Vie militaire du comte Grenier, lieutenant général, tirée de la "Biographie de la Moselle" Verronnais, 1830.
- Vie militaire du maréchal de camp Cochois, tirée de la "Biographie de la Moselle", Verronnais, 1830.
- Vie militaire du maréchal Fabert, extraite de la "Biographie de la Moselle",;Verronnais, 1842.
- Vie politique du comte Roederer, tirée de la "Biographie de la Moselle", Verronnais, 1831.
- Eloge du maréchal Fabert, tirée de la "Biographie de la Moselle", Verronnais, 1837.
- Notice sur M. le baron Marchant, conseiller de préfecture,... extraite de la "Biographie de la Moselle", Verronnais, 1830.
- A Messieurs les secrétaires d'académie, bibliothécaires, bibliophiles, libraires-éditeurs et journalistes de l'Europe et des États-Unis d'Amérique : appel pour la reconstitution de la bibliothèque du Louvre, impr. de J. Dumaine, 1871.
- Un Polygraphe, esquisse, impr. de A. Masson, 1873.
- Coup d'œil sur l'exposition internationale des sociétés de secours aux blessés du champ de bataille, V. Rozier, 1867.
- Nécrologie. Discours prononcé à la Société des sciences médicales du département de la Moselle, Verronnais, 1841.
- Guide universel aux eaux minérales et aux établissements balnéaires de la France et de l'étranger, L. Hachette, 1869.
- Hygiène militaire et coloniale. Derniers jours du Canada français, impr. de C. Schlaeber, 1881.
- De l'influence des travaux intellectuels sur le système physique de l'homme, 1828.
- L'Ordre social de l'aimable commerce, société artistique et littéraire, fondée dans la ville de Verdun-sur-Meuse (1724-1740), C. Laurent, 1877.
- Ney, impr. de H. Plon, 1861.
- Cathédrale de Metz, Impr. de S. Lamort.
- Notice sur Lorquin, finage de l'ancien évêché de Metz.
- Le Buchan français, nouveau traité complet de médecine usuelle et domestique, A. Pougin, 1836.
- Soult, Nicolas-Jean de Dieu impr. de H. Plon, 1864.
- Pilatre de Rozier et les aérostats. - Lettre à Monsieur Weiss, membre de l'Institut. - Essai sur le commerce ancien du comté de Bourgogne, par Dom Grappin, mémoire lu à l'Académie de Metz, dans l'assemblée ordinaire du lundi 18 février 1782, Description de la bibliothèque de Metz, Verronnais, 1833.
- Annuaire du département de la Moselle pour 1832-1833, 1837.
- Notes pour servir à l'histoire des Abbayes de Bénédictins recueillies par E-A. Bégin, manuscrit sans date (vers 1876-1888).

## Hommage
- Son nom a été donné une rue de Metz[4].

## Sources
François Jung : Emile Auguste Bégin (1802-1888): officier de santé, médecin, historien, bibliothécaire sur parisdescartes.fr.